# تپه دینه سراوارد
تپه دینه سراوارد مربوط به عصر آهن است و در شهرستان گلوگاه، بخش مرکزی، دهستان توسکا چشمه، جنوب شرق روستای اوارد واقع شده و این اثر در تاریخ ۲۶ اسفند ۱۳۸۶ با شمارهٔ ثبت ۲۱۹۹۹ به‌عنوان یکی از آثار ملی ایران به ثبت رسیده است.